# Lambda Orionis
Désignations
λ Ori A : HD 36861, HR 1879

Lambda Orionis (λ Ori / λ Orionis), également nommée Meissa, est une étoile binaire de la constellation d'Orion. Sa magnitude apparente combinée est de 3,39. Le système est situé à approximativement ∼ 1 300 a.l. (∼ 399 pc) de la Terre,.

## Noms
Meissa est le nom propre de l'étoile qui a été approuvé par l'Union astronomique internationale le 20 juillet 2016. Il s'agit d'un nom traditionnel qui provient de l'arabe « Al-Maisan » qui signifie « La brillante ». Ce nom était utilisé pour Gamma Geminorum (Alhena), mais était parfois aussi appliqué par erreur à λ Orionis et l'usage persista.
Elle porte également le nom traditionnel Heka qui provient de son nom arabe original « Al Hakah » qui signifie « une tache blanche » et fait référence à la faible lumière d'arrière-plan de l'étoile, mais peut être aussi au fait qu'Orion était représenté dans l'astronomie arabe ancienne comme un mouton noir avec une tache blanche au centre.

## Système binaire
Meissa qui fait partie de l'amas d'étoiles Collinder 69, est en réalité une étoile binaire. Elle se situe à approximativement 1 100 al de nous.
- L'étoile principale est une étoile géante bleue de type spectral O8III((f))[3] avec une température de surface d'environ 35 200 K[7], et une masse d'environ 16 M☉[réf. souhaitée]. Sa luminosité totale est d'environ 63 000 fois celle du Soleil[réf. souhaitée] (en comptant son rayonnement émis principalement dans l'ultraviolet). Elle a une magnitude apparente (dans le visible) de 3,54[3].
- L'étoile secondaire est de magnitude (visuelle) 5,61[3], avec une luminosité d'environ 7500 fois celle du Soleil[réf. souhaitée] ; et est à 4,4 secondes d'arc de la primaire. C'est une étoile bleu-blanc de la séquence principale de type spectral B0,5V[3], d'une température de surface de 25 120 K[8], et d'une masse estimée à 4 M☉[réf. nécessaire].